# Джалуитская компания
Ялуитская компания (нем. Jaluit-Gesellschaft) была образована 22 декабря 1887 года как акционерное общество со штаб-квартирой в Гамбурге и уставным капиталом 125 000 марок.

## История
Компания объединила в 1887 году компании Немецкая торговля и плантации (Deutschen Handels- und Plantagengesellschaft) и Робертсон и Херншейм (Robertson & Hernsheim), взяв под управление Маршалловы острова, острова Гилберта и Каролинские острова. Кроме того, компания обеспечивала торговлю и судоходство между островом Джалуит, островами Гилберта и Каролинскими островами. Главная фактория располагалась на атолле Джалуит. В 1892 году компания приобрела территории для торговых операций у американских компаний А. Крофорд и Ко и Тихоокеанские острова Ко.
21 января 1888 года компания приняла на себя функции администрации островов со стороны Германской империи. Джалуитская компания взяла на себя административные расходы на охраняемой территории и в обмен получила право на владение и эксплуатацию невостребованной землёй в сферах жемчужного промысла, рыболовства и сбора гуано. Имеет торговые точки на 18 из 33 островов и атоллов Маршалловых островов. Выполняет каботажное сообщение, закупки копры, обеспечивает функции контроля покупки-продажи имущества и почтовое сообщение, тем самым выполняя роль государственной службы. Администрацию представлял с 1888 по 1893 года Императорский комиссариат Джалуита, а с 1893 по 1906 годы Губернаторство Джалуит (Landeshauptmannschaft Jaluit)..
В 1906 году Германская империя расторгла контракт и передала договор на выполнение государственных функций немецкой администрации в Новой Гвинее. До оккупации японцами Микронезии в 1914 году Джалуитская компания осуществляла только предпринимательскую деятельность.

## Экономика
Компания способствовала выращиванию местными жителями кокосовых пальм с целью производства и дальнейшей продажи копры в обмен на поставку оборудования и семян. Она также набирала работников на плантации. Продавала земли плантаций европейцам.
Обеспечивала почтовое сообщение с 1899 в Сидней и Гонконг при финансовой поддержке Германской империи.
Разрабатывала концессии на добычу гуано на Науру в сотрудничестве с британской Тихоокеанский фосфат Ко (Pacific Phosphate Co.), так как уже занималась добычей гуано на соседнем острове Банаба. В свою очередь фосфорная компания выкупила за 2000 фунтов у Джалуитской компании право на разработку фосфатов на срок в 99 лет.
Компания выплатила своим акционерам в 1900 году дивидендов на 12 % и достигла чистой прибыли 151 955 марок.